# Gianfranco Ghirlanda
Gianfranco Ghirlanda, S.J. (* 5. července 1942, Řím) je italský římskokatolický kněz, jezuita a emeritní rektor Papežské univerzity Gregoriana.

## Stručný životopis
V roce 1966 úspěšně zakončil základní právnické vzdělání na římské Sapienze a vstoupil do Tovaryšstva Ježíšova, Po studiích teologie byl v roce 1973 vysvěcen na kněze, následně záskal licenciát (1975) a doktorát (1978) z kanonického práva. Začal vyučovat na Papežské gregoriánské univerzitě, roku 1986 se stal řádným profesorem. V letech 1995–2004 byl děkanem fakulty kanonického práva Gregoriany a v letech 2004–2010 byl jejím rektorem. Je jedním z velkých znalců duchovních cvičení sv. Ignáce z Loyoly.
Spolupracoval se Svatým stolcem na přípravě apoštolské konstituce Anglicanorum coetibus z 4. listopadu 2009, která znamenala vytvoření struktury osobních ordinariátů pro bývalé anglikány, kteří přestoupili ke katolické církvi. Dále se podílel na přípravě apoštolské konstituce Praedicate Evangelium o římské kurii a její službě církvi a světu, která byla vydána papežem Františkem dne 19. března 2022.
Roku 2014 byl jmenován papežským asistentem kongregace Legionáři Krista, kdy měl dokončit proces obnovy této kongregace. Podobně se v roce 2015 stal jedním z apoštolských komisařů pro Kongregaci františkánských bratří Neposkvrněné. V současnosti je papežským asistentem pro asociaci Memores Domini (laickou větev hnutí Comunione e Liberazione) a dohlíží na reformu ústavy Suverénního řádu Maltézských rytířů.

## Kardinálská kreace
V neděli 29. května 2022 papež František ohlásil, že v konzistoři dne 27. srpna 2022 jmenuje 21 nových kardinálů, mezi nimi i P. Ghirlandu, který v době jmenování bude mít více než 80 let, a nebude proto patřit mezi kardinály volitele. 